# Dzieciak kontra Kot
Dzieciak kontra kot (ang. Kid vs. Kat) – kanadyjski serial animowany produkowany przez Studio B Productions, którego premiera odbyła się 25 października 2008 roku. W Polsce premiera serialu miała miejsce 11 kwietnia 2009 roku.
Serial przedstawia potyczki dziesięcioletniego chłopca Coopa, jego siostry Millie i Pana Kota, który jest kotem-kosmitą. W maju 2010 roku były przedstawiane krótkometrażowe odcinki na kanale Disney Channel i Disney XD.

## Fabuła
Serial opowiada o 10-letnim chłopcu, imieniem Coop. Mieszka on w Bootsville wraz z małą siostrą Millie i tatą – Burtem Burtonburgerem. Pewnego dnia, grając w baseball z rodziną, Coop, szukając piłki, znajduje w krzakach bezdomnego, różowego kociaka. Życie chłopca zmienia się wtedy na zawsze. Nikt nie chce mu uwierzyć, że Pan Kot jest zły. Wraz ze swoim przyjacielem Dennisem planuje pozbyć się kota. Wkrótce dowiadują się, że Pan Kot to kosmita z pozaziemskiej cywilizacji.

## Bohaterowie

### Główni
- Cooper David „Coop” Burtonburger – 10-letni chłopiec, który mieszka z ojcem i młodszą siostrą Millie. Ma brązowe włosy i niebieskie oczy. Chce udowodnić swemu tacie, że Pan Kot jest kosmitą, jednak nigdy to mu się nie udaje. Za wszystkie zniszczenia wina spada zawsze na niego. Wraz ze swoim przyjacielem Dennisem próbuje pozbyć się Pana Kota. Jego idolem jest Kapitan Kamyk. Ma 3 pieprzyki na dużym palcu u prawej stopy.
- Pan Kot (ang. Mr. Kat) – kot-kosmita przypominający kota rasy Sfinks, który został zaadoptowany przez Millie. Nie posiada sierści ani źrenic. Jego skóra jest różowo-fioletowa. Nienawidzi Coopa i w każdej wolnej chwili stara się uprzykrzać mu życie. Pan Kot ma u Coopa i Dennisa opinię złego kosmity, ale gdzieś głęboko ma on dobre serce. Można to wywnioskować stąd, że bardzo kocha Millie i ratował ją nie raz od swoich pułapek. Na swojej planecie nazywają go Agent 27B. Ma ukochaną na swojej planecie, która mówi z rosyjskim akcentem.
- Millie Burtonburger – 8-letnia młodsza siostra Coopa. Nie przepada za swoim bratem ze względu na jego konflikt z Panem Kotem. Ma czarne włosy i niebieskie oczy. Nosi okulary z czerwonymi oprawkami. Stara się być zawsze w centrum uwagi swojego ojca.
- Dennis Lawrence Chan – najlepszy przyjaciel Coopa. Jest 1 z 5 osób, która wie, że Pan Kot to zły kosmita. Ma czarne włosy i oczy. Nie lubi swojego taty, gdyż uważa, że przesadza on z nowoczesną techniką.
- Burt Burtonburger – ojciec Millie i Coopa. Ma brązowe włosy i okulary z czarnymi oprawkami. Nie wierzy Coopowi w to, co mówi o Panie Kocie. Pracuje w Domu Wymiany. Jest dosyć niezdarny.

### Poboczni
- Stara Pani Munson (ang. Old Lady Munson) – sąsiadka Burtonburgerów. Fanka krasnali ogrodowych i telenoweli. Nie cierpi Coopa i Burta, ale uwielbia Millie. Jest zrzędliwa i samolubna. Zależy jej, by sąsiedzi przestrzegali jej wymyślne zasady. W odcinku „Dzień Hot Doga” chciała sprawić, żeby wygonili Coopa z miasta na zawsze. Twierdzi, że Burt jest bardziej dziecinny niż Coop.
- Warchoł (ang. Growler) – pies Starej Pani Munson. Służy właścicielce jako pies ochronny. Boi się dentysty. Ma sierść koloru brązowego. Nosi na sobie wełnę pochodzącą z ubrania Starej Pani Munson.
- Phoebe – rówieśnica i rywalka Millie, zakochana bez wzajemności w Coopie. Nie wie, że on jest zakochany w Fionie. Ma brązowe włosy i oczy. Pochodzi z bogatej rodziny. Całowała się z Coopem w odcinku „Pchli zatarg”, gdy ten był kontrolowany przez Pana Kota. Jest jedyną osobą w Bootsville, która nigdy nie słyszała o Panie Kocie jako kosmicie.
- Lorn i Harley – „koledzy” Coopa i Dennisa. Tak samo jak oni są fanami Kapitana Kamyka i boją się Starej Pani Munson. Lubią wyzywać Coopa „leszczem” lub „kociarzem”. Harley nie chodzi do klasy Coopa. Nie są zbyt inteligentni. W odcinku „Pan kot wraca do domu” dowiedzieli się na chwilę, że pan kot jest kosmitą. Lubią kręcić filmy.
- Fiona Munson – 9-letnia prasiostrzenica Starej Pani Munson. Jest wyższa od reszty dzieciaków z Bootsville. Ma blond włosy i niebieskie oczy. Coop jest w niej zakochany z wzajemnością, jednak jej ciotka nie chce, by przebywali razem. Jest 3 osobą, która odkrywa tożsamość Pana Kota. Występuje w odcinkach „Mów mi Fiona”, „Beczenie owiec”, „Brylantowy kot”, „Eliksir niewidzialności”, „Kot wraca do domu”, „Urodziny dziczy” i „Desko kociak”.

### Pozostali
- Pusia (ang. Honey Fluff) – kot Phoebe. Ma białe, błyszczące futro. Tak jak Pan Kot uwielbia Rybne Mini chrupki. Występuje w odcinkach „Konkurs piękności”, „Nie elektryzuj mnie”, „Zaklinacz kotów”, „Pociąg z kotem” i w krótkometrażowych epizodach „Przesyłka specjalna”, gdzie okazuje się, że jest zakochana w Panu Kocie i „Laser Guided Furball”.
- Kapitan Blasteroid/Kamyk – w różnych odcinkach nazywany inaczej. Idol Coopa i Denisa. Siostrzeniec Starej Pani Munson. Często jest o nim mowa najczęściej w kontekście serialu, w którym występuje. Pojawia się osobiście w odcinku „Sprawa nie z tej ziemi”.
- Henry Chan – ojciec Dennisa. Rywal Burta.
- Pani Branigan – nauczycielka matematyki w szkole Coopa. Objawia uczucie do Burta w odcinku „Eliksir niewidzialności”.
- Pan Gerber – nauczyciel przyrody w szkole Coopa.
- Tutenkot – kot z kosmosu podobny do Pana Kota, który rzucił klątwę na Egipcjan. Po przegranej walce z faraonem podobnym do Coopa został umieszczony w sarkofagu. Wystąpił w odcinku „Klątwa krypty Tutenkota”.
- Pan Mulch – znawca ogrodów, dużo czasu poświęca roślinom. Odwiedził Burtonburgerów w odcinku „Pasja Ogrodnicza”.
- Mama Lorna i Harleya – nieznane jest jej imię. Jest niemiła dla Burtonbugerów, ale kochana dla swoich synów. Występuje w odcinku „Wizyta w szkole”.
- Pan Ząbek (ang. Mr Cheeks) – kosmita z obcej planety przypominający wyglądem chomika. Wróg zarówno Coopa i Pana Kota. Nienawidzi członków rodziny Burtonburgerów, a najbardziej Millie. Występuje w odcinkach „Inwazja futrzaków”, „Ząbek kontratakuje”, „Pociąg z kotem” i „Kot wraca do domu”.
- Komandor (ang. Kat Kommander) – władca na planecie Pana Kota i jego szef.
- Pan Kociak (ang. Mr Kitten) – syn Komandora. Przybywa na Ziemię w odcinku „Buntownik z kosmosu”. Jest mniejszy, ale lepszy od Pana Kota. Od razu niszczył Ziemię. Pojawił się również w odcinku „Pan Kot wraca do domu”.
- Kaciadora – kura należąca do Lorna i Harleya. Boi się innych kur. Pojawia się w odcinkach „Konkurs piękności” i „Zaklinacz kotów”.
- Dwaine i Bezzy – przyjaciele Burta. Pojawiają się w odcinku „Robi się gorąco”.
- Chanelle – koleżanka Coopa. Pojawia się w odcinkach „Laserowa misja”, „Śmierdząca sprawa”, „Pomruk do przyszłości” i „Eliksir niewidzialności”.
- Kosmobot (ang. Spybot) – robot występujący w wielu epizodach. W odcinku „Ochroniarz z kosmosu” pokazał, że umie mówić.
- Dziadek i babcia – dziadkowie Coopa i Millie, rodzice Burta. Zawsze mają problemy z dojazdem do ich domu. W odcinku „Bujaj się” dowiadują się o tym, że Pan Kot jest kosmitą.

## Wersja polska
Opracowanie i udźwiękowienie wersji polskiej:
- na zlecenie Jetix – Studio Eurocom (seria I),
- na zlecenie Disney Character Voices International – SDI Media Polska (seria II)

Reżyseria:
- Tomasz Marzecki (seria I),
- Artur Kaczmarski (seria II)

Dialogi:
- Anna Hajduk (odc. 1-9),
- Hanna Górecka (odc. 10-15, 24-26),
- Maciej Wysocki (odc. 16-23),
- Tomasz Robaczewski (odc. 27-27, 31-33, 42),
- Marta Robaczewska (odc. 30, 34-39)

Tłumaczenie: Jakub Mituniewicz (odc. 6-26)

Dźwięk i montaż: Krzysztof Podolski (seria I)

Kierownictwo produkcji: Marzena Omen-Wiśniewska (seria I)

Udział wzięli:
- Brygida Turowska – Coop
- Mieczysław Morański – Burt Burtonburger
- Ewa Serwa – Pani Munson
- Monika Pikuła – Millie
- Beata Wyrąbkiewicz – Dennis
- Joanna Pach –
  - Phoebe,
  - Fiona Munson
- Hanna Kinder-Kiss –
  - Harley,
  - Babcia (odc. 17),
  - Nauczycielka z klasy Coopa
- Mateusz Narloch – Lorn
- Anna Wiśniewska – Molly
- Jarosław Domin – Dziadek (odc. 17)
- Robert Tondera – Henry (seria I)
- Janusz Wituch –
  - Klient (odc. 27b),
  - Henry (seria II)
- Cezary Kwieciński
- Cynthia Kaszyńska
- Tomasz Marzecki
- Stefan Knothe
- Anna Gajewska
- Jarosław Boberek – Pan Ząbek
- Anna Apostolakis
- Artur Kaczmarski – Muzyczna Optitrona
- Andrzej Chudy
- Anna Ułas – Mable

i inni
Lektorzy:
- Tomasz Marzecki (seria I)
- Artur Kaczmarski (seria II)

## Odcinki
| Sezony | Odcinki | Pierwsza premiera    | Ostatnia premiera | Pierwsza premiera    | Ostatnia premiera | Pierwsza premiera | Ostatnia premiera    |
| ------ | ------- | -------------------- | ----------------- | -------------------- | ----------------- | ----------------- | -------------------- |
| 1      | 26      | 25 października 2008 | 30 listopada 2009 | 21 lutego 2009       | 30 listopada 2009 | 11 kwietnia 2009  | 10 kwietnia 2010     |
| 2      | 26      | 11 września 2010     | 4 czerwca 2011    | 30 października 2010 | 4 czerwca 2011    | 8 stycznia 2011   | 28 października 2011 |

### Spis odcinków
| Premiera odcinka        | Nr  | Polski tytuł                      | Angielski tytuł                    |
| ----------------------- | --- | --------------------------------- | ---------------------------------- |
|                         |     |                                   |                                    |
| SERIA PIERWSZA          |     |                                   |                                    |
|                         |     |                                   |                                    |
| 11.04.2009              | 01  | Tak to się zaczęło                | Let the Games Begin                |
| 11.04.2009              | 01  | Noc z kotem zombi                 | Night of the Zombie Kat            |
|                         |     |                                   |                                    |
| 11.04.2009              | 02  | Teren prywatny, wstęp wzbroniony  | Trespassers Will Be Persecuted     |
| 11.04.2009              | 02  | Miau, miau, miau                  | Oh Me-Oh Meow                      |
|                         |     |                                   |                                    |
| 12.04.2009              | 03  | Fort na drzewie                   | Do Not Fort Sake Me                |
| 12.04.2009              | 03  | Ciasteczkowy szał                 | Cookie D’uh                        |
|                         |     |                                   |                                    |
| 12.04.2009              | 04  | Rentgen                           | Nip/Duck                           |
| 12.04.2009              | 04  | Misja: Zabawka                    | Search and De-Toy                  |
|                         |     |                                   |                                    |
| 18.04.2009              | 05  | Coop i grypa                      | Flu The Coop                       |
| 18.04.2009              | 05  | Sztuczka z klasą                  | Class Act                          |
|                         |     |                                   |                                    |
| 19.04.2009              | 06  | Hipnokot                          | HypnoKat                           |
| 19.04.2009              | 06  | Alergia                           | The Allergy                        |
|                         |     |                                   |                                    |
| 25.04.2009              | 07  | Ja i klej                         | Just Me and Glue                   |
| 25.04.2009              | 07  | Konkurs piękności                 | You’ll Be Show Sorry               |
|                         |     |                                   |                                    |
| 26.04.2009              | 08  | Jak zaliczyłem test?              | How the Test Was Won               |
| 26.04.2009              | 08  | U mnie wszystko gra kocie         | I’m Okay, You’re a Kat             |
|                         |     |                                   |                                    |
| 02.05.2009              | 09  | Strzeżcie się Wilko-Coopa         | Bewere The Were-Coop               |
| 02.05.2009              | 09  | Cukierek albo psikus              | Trick or Treak                     |
|                         |     |                                   |                                    |
| 03.05.2009              | 10  | Wykręć „O” jak opiekunka          | Dial „B” For Babysitter            |
| 03.05.2009              | 10  | Trawa na medal                    | The Grass is Always Meaner         |
|                         |     |                                   |                                    |
| 09.05.2009              | 11  | Szczęśliwa rodzinka               | One Big Happy Family               |
| 09.05.2009              | 11  | Udany biwak                       | Happy Campers                      |
|                         |     |                                   |                                    |
| 10.05.2009              | 12  | Niezidentyfikowana flota latająca | U.F. Float                         |
| 10.05.2009              | 12  | Zabawy na lodzie                  | Play N’Ice                         |
|                         |     |                                   |                                    |
| 16.05.2009              | 13  | Dom strachów                      | House of Scream                    |
| 16.05.2009              | 13  | Pasja ogrodnicza                  | Planter’s Warp                     |
|                         |     |                                   |                                    |
| 13.06.2009              | 14  | Klątwa krypty Tutenkota           | Curse of Tutankitty’s Tomb         |
| 13.06.2009              | 14  | Osamotniony                       | Pet Peeved                         |
|                         |     |                                   |                                    |
| 14.06.2009              | 15  | Nie elektryzuj mnie               | Don’t Give Me No Static            |
| 14.06.2009              | 15  | Spłukany deszczem                 | Storm Drained                      |
|                         |     |                                   |                                    |
| 07.10.2009              | 16  | Rybny mini-biznes                 | Fishy Frisky Business              |
| 07.10.2009              | 16  | Podwórkowy mini golf              | Teed Off                           |
|                         |     |                                   |                                    |
| 19.09.2009              | 17  | Dzieciak, Kot i Gwiazdka          | Kid vs Kat vs Christmas            |
|                         |     |                                   |                                    |
| 20.09.2009              | 18  | Potwór z Sowiego Jeziora          | Something Fishy In Owl Lake        |
| 20.09.2009              | 18  | Wizyta w szkole                   | Dire Education                     |
|                         |     |                                   |                                    |
| 03.10.2009              | 19  | Przyczajony Coop, ukryty Kot      | Crouching Cooper Hidden Kat        |
| 03.10.2009              | 19  | Prima aprilis                     | Tom Kat Foolery                    |
|                         |     |                                   |                                    |
| 10.10.2009              | 20  | W psie nadzieja                   | In Dog We Trust                    |
| 10.10.2009              | 20  | Spróbuj mnie wyprzedzić           | Catch My Drift                     |
|                         |     |                                   |                                    |
| 24.10.2009              | 21  | Ostatni sprawiedliwy              | Suddenly Last Slammer              |
| 24.10.2009              | 21  | Znikający Kot                     | The Kitty Vanishes                 |
|                         |     |                                   |                                    |
| 06.02.2010              | 22  | Przechwycić flagę                 | Capture The Kat                    |
| 06.02.2010              | 22  | Sprawa nie z tej Ziemi            | Outer Space Case                   |
|                         |     |                                   |                                    |
| 13.02.2010              | 23  | Dzień Bootsville                  | Buzz Off                           |
| 13.02.2010              | 23  | Gruby Kot                         | Fat Kat                            |
|                         |     |                                   |                                    |
| 20.02.2010              | 24  | Zaklinacz kotów                   | The Kat Whisperer                  |
| 20.02.2010              | 24  | Graj jak Burtonburger             | Bend It Like Burtonburger          |
|                         |     |                                   |                                    |
| 03.04.2010              | 25  | Kocia muzyka                      | Stall That Jazz                    |
| 03.04.2010              | 25  | Teren budowy                      | Under Destruction                  |
|                         |     |                                   |                                    |
| 10.04.2010              | 26  | Kot haker                         | Hack Kattack                       |
| 10.04.2010              | 26  | To dopiero rakieta!               | It’s A Rocket, Man                 |
|                         |     |                                   |                                    |
| SERIA DRUGA             |     |                                   |                                    |
|                         |     |                                   |                                    |
| 08.01.2011              | 27  | Mów mi Fiona                      | Something About Fiona              |
| 08.01.2011              | 27  | Słaby punkt                       | Tickled Pink                       |
|                         |     |                                   |                                    |
| 08.01.2011              | 28  | Pchli zatarg                      | Flea Brains                        |
| 08.01.2011              | 28  | Dennis rozrabia                   | Menace the Dennis                  |
|                         |     |                                   |                                    |
| 22.05.2011              | 29  | Inwazja Futrzaków                 | Cheeks of Evil                     |
| 22.05.2011              | 29  | Wysiej i płacz                    | Reap it and Weep                   |
|                         |     |                                   |                                    |
| 05.02.2011              | 30  | Laserowa misja                    | Blasteroid Blues                   |
| 05.02.2011              | 30  | Mistrzowski przepis               | Rat-a-Phooey                       |
|                         |     |                                   |                                    |
| 08.01.2011              | 31  | Dzieci lubią śmieci               | Tashing Talking                    |
| 08.01.2011              | 31  | Obcy na radarze                   | Over The Radar                     |
|                         |     |                                   |                                    |
| 08.01.2011              | 32  | Dość już tego                     | Nuff Said                          |
| 08.01.2011              | 32  | Śmierdząca sprawa                 | Rhymes With Coop                   |
|                         |     |                                   |                                    |
| 08.01.2011              | 33  | Robi się gorąco                   | Bringing The Heat                  |
| 08.01.2011              | 33  | Bądźmy eko                        | The Three Aaarghs                  |
|                         |     |                                   |                                    |
| 13.02.2011              | 34  | Pomruk do przyszłości             | Kat to the Future                  |
|                         |     |                                   |                                    |
| 19.02.2011              | 35  | Potwór z głębin                   | Down the Drain                     |
| 19.02.2011              | 35  | Praca nie popłaca                 | 9 to 5 to Oblivion                 |
|                         |     |                                   |                                    |
| 26.02.2011              | 36  | Pieskie tycie                     | When Bad Dogs Go Big               |
| 26.02.2011              | 36  | Ochroniarz z kosmosu              | The Bottyguard                     |
|                         |     |                                   |                                    |
| 05.03.2011              | 37  | Buntownik z kosmosu               | Rebel with a Claw                  |
| 05.03.2011              | 37  | Wielka demolka                    | Swap Wrecked                       |
|                         |     |                                   |                                    |
| 12.03.2011              | 38  | Wakacje z szopami                 | Hit the Road                       |
| 12.03.2011              | 38  | Beczenie owiec                    | Never Cry Sheep                    |
|                         |     |                                   |                                    |
| 20.03.2011              | 39  | Koci służący                      | Kickin Butler                      |
| 20.03.2011              | 39  | Eliksir niewidzialności           | You Kat See Me                     |
|                         |     |                                   |                                    |
| 03.04.2011              | 40  | Bujaj się                         | Keep on Rockin                     |
| 03.04.2011              | 40  | Dla kota w worku                  | It’s in the Bag                    |
|                         |     |                                   |                                    |
| 10.04.2011              | 41  | Król krasnali                     | King of the Pipsqueaks             |
| 10.04.2011              | 41  | Ahoj przygodo!                    | Down the Creek                     |
|                         |     |                                   |                                    |
| 22.05.2011              | 42  | Ząbek kontratakuje                | Turn the Other Cheeks              |
| 22.05.2011              | 42  | Urodziny dziczy                   | Birthday Bashed                    |
|                         |     |                                   |                                    |
| 22.05.2011              | 43  | Natłok myśli                      | Mind Games                         |
| 22.05.2011              | 43  | Pociąg z kotem                    | Strange Kat on a Train             |
|                         |     |                                   |                                    |
| 26.03.2011              | 44  | Desko Kociak                      | Board Kat                          |
| 26.03.2011              | 44  | Skarb w ogrodzie                  | Treasure of Sierra Munson          |
|                         |     |                                   |                                    |
| 25.12.2011              | 45  | Pamiętna Wigilia                  | Fangs for the Memories             |
| 25.12.2011              | 45  | Kino pod Chmurką                  | Drive-In Me Crazy                  |
|                         |     |                                   |                                    |
| 16.04.2011              | 46  | Futrzany atak                     | Hair Brains                        |
| 16.04.2011              | 46  | Dzień hot doga                    | Hot Dog Day                        |
|                         |     |                                   |                                    |
| 23.04.2011              | 47  | Ultra szybkie buty mocy           | Amazing Feet of Strength           |
| 23.04.2011              | 47  | Ja Coop, ty Kot                   | Me Coop, You Kat                   |
|                         |     |                                   |                                    |
| 28.05.2011              | 48  | Komu lody?                        | You Scream, I Scream               |
| 28.05.2011              | 48  | Mój amulet                        | Good Luck Harm                     |
|                         |     |                                   |                                    |
| 11.09.2011              | 49  | Poszukiwany Coop                  | Bootsville’s Most Wanted           |
| 11.09.2011              | 49  | Brylantowy kot                    | Kat of Diamonds                    |
|                         |     |                                   |                                    |
| 18.09.2011              | 50  | Tajemniczy satelita               | Coop D’Etat                        |
| 18.09.2011              | 50  | Małe jest piękne                  | The Incredible Shrinking Coop      |
|                         |     |                                   |                                    |
| 28.10.2011              | 51  | Nawiedzony dom                    | Who’s Haunting Who?                |
| 28.10.2011              | 51  | Obcy w twojej głowie              | It’s All in Your Head              |
|                         |     |                                   |                                    |
| 25.09.2011              | 52  | Kot wraca do domu                 | The Kat Went Back                  |
|                         |     |                                   |                                    |
| ODCINKI KRÓTKOMETRAŻOWE |     |                                   |                                    |
|                         |     |                                   |                                    |
| 11.04.2009              | S01 | Filmowa draka                     | Movie Mayhem                       |
|                         |     |                                   |                                    |
| 12.04.2009              | S02 | Natrętna pszczoła                 | Fumblebee                          |
|                         |     |                                   |                                    |
| 18.04.2009              | S03 | Dentysta                          | Dental Damage                      |
|                         |     |                                   |                                    |
| 19.04.2009              | S04 | Z nieba do wody                   | Sky High Dive                      |
|                         |     |                                   |                                    |
| 25.04.2009              | S05 | Przesyłka Specjalna               | Extra Special Delivery             |
|                         |     |                                   |                                    |
| 26.04.2009              | S06 | Makaronowy Kataklizm              | Pasta Disasta                      |
|                         |     |                                   |                                    |
| 02.05.2009              | S07 | Ping-Pong                         | Kaponk!                            |
|                         |     |                                   |                                    |
| 03.05.2009              | S08 | Kociarz                           | Catboy Update                      |
|                         |     |                                   |                                    |
| 09.05.2009              | S09 | Hokej na lodzie                   | Slap Shots                         |
|                         |     |                                   |                                    |
| 10.05.2009              | S10 | Wszystko wymyte                   | All Washed Up                      |
|                         |     |                                   |                                    |
| 16.05.2009              | S11 | Biegnij Coop, biegnij             | Run Coop Run                       |
|                         |     |                                   |                                    |
| 17.05.2009              | S12 | Nie bawię się z tobą!             | Don’t Toy With Me                  |
|                         |     |                                   |                                    |
| 23.05.2009              | S13 | Kocie smakołyki                   | Fishy Frisky Bitty Kitty           |
|                         |     |                                   |                                    |
| [ potrzebny przypis ]   | S14 |                                   | A Squirrel Wind Adventure          |
|                         |     |                                   |                                    |
| [ potrzebny przypis ]   | S15 |                                   | Boy Meats Grill                    |
|                         |     |                                   |                                    |
| [ potrzebny przypis ]   | S16 |                                   | Boys Vs. Bus                       |
|                         |     |                                   |                                    |
| [ potrzebny przypis ]   | S17 |                                   | Catboy                             |
|                         |     |                                   |                                    |
| [ potrzebny przypis ]   | S18 |                                   | Come Wail Away                     |
|                         |     |                                   |                                    |
| [ potrzebny przypis ]   | S19 |                                   | Geriatric Joust                    |
|                         |     |                                   |                                    |
| [ potrzebny przypis ]   | S20 |                                   | Itty Bitty Kitty Committee         |
|                         |     |                                   |                                    |
| [ potrzebny przypis ]   | S21 |                                   | Katnapped!                         |
|                         |     |                                   |                                    |
| [ potrzebny przypis ]   | S22 |                                   | Laser Guided Furball               |
|                         |     |                                   |                                    |
| [ potrzebny przypis ]   | S23 |                                   | Lions And Tigers And Kat... Oh My! |
|                         |     |                                   |                                    |
| [ potrzebny przypis ]   | S24 |                                   | Pretty Kitty                       |
|                         |     |                                   |                                    |
| [ potrzebny przypis ]   | S25 |                                   | Whiskering Heights                 |
|                         |     |                                   |                                    |
| [ potrzebny przypis ]   | S26 |                                   | You And Whose Armour?              |
|                         |     |                                   |                                    |

## Międzynarodowa emisja
| Kraj                                                | Kanał                                 |
| --------------------------------------------------- | ------------------------------------- |
| Argentyna, Brazylia, Kolumbia, Meksyk, Wenezuela    | Disney XD                             |
| Australia                                           | ABC3, Cartoon Network                 |
| Bułgaria                                            | Disney Channel                        |
| Chile                                               | Canal 13 i Disney XD                  |
| Dania, Finlandia, Kraje arabskie, Norwegia, Szwecja | Disney XD                             |
| Filipiny                                            | Nickelodeon Południowo-wschodnia Azja |
| Grecja                                              | Disney XD                             |
| Holandia                                            | Disney XD                             |
| Indie                                               | Hungama TV, Disney XD                 |
| Indonezja                                           | Global TV                             |
| Irlandia                                            | RTE Two (The Den)                     |
| Izrael                                              | Disney Channel                        |
| Kanada                                              | YTV, Nickelodeon                      |
| Mołdawia · Rumunia                                  | Toon Disney, Disney XD                |
| Niemcy                                              | Disney XD, Super RTL                  |
| Nowa Zelandia                                       | Nickelodeon                           |
| Polska                                              | Disney XD                             |
| Rosja                                               | Jetix                                 |
| Serbia                                              | Disney XD i Disney Channel            |
| Stany Zjednoczone                                   | Disney XD                             |
| Wielka Brytania                                     | Disney XD, RTE Two (Irlandia)         |
| Włochy                                              | Disney XD                             |